# Carl Emanuel Eckström
Carl Emanuel Eckström, född 1776, död 4 december 1826 i Köpenhamn, var en svensk konstnär.
Eckström reste 1798 till Danmark och studerade vid danska konstakademin i Köpenhamn. Han bosatte sig i staden efter studierna och etablerade sig som målarmästare där. Han medverkade i danska konstakademins utställningar 1807-1817. Hans konst består av figurbilder med antika motiv och porträtt.